# Croix de Belledonne
La Croix de Belledonne est l'un des sommets les plus hauts de la chaîne de Belledonne (département de l'Isère) accessibles en randonnée classique. Il culmine à 2 926 m d'altitude. Il est dominé par le Grand pic de Belledonne culminant quant à lui à 2 977 mètres et qui est le plus haut sommet du massif.

## Histoire
Alors que la première ascension de la Croix de Belledonne est estimée avoir eu lieu aux alentours de 1850, la première hivernale, en raquettes, a été faite le 23 février 1890 par Maurice Allotte de La Fuÿe.
La brèche séparant la Croix de Belledonne du pic Central porte le nom de Duhamel en souvenir du l'alpiniste Henry Duhamel.

## Protection environnementale
Les alpages du versant oriental de la Croix de Belledonne sont classés zone naturelle d'intérêt écologique, faunistique et floristique de type I sous le numéro no 38210037 sur une superficie de 1 690 hectares.

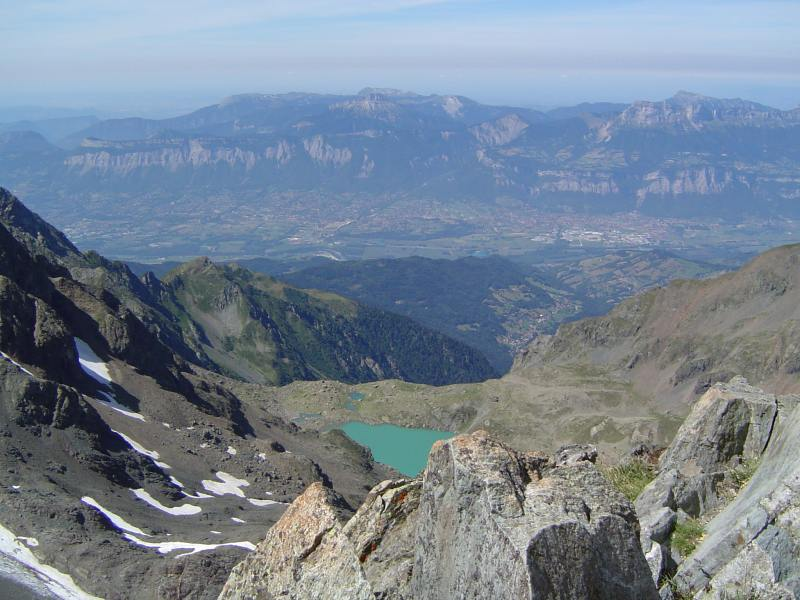
Vue de la vallée du Grésivaudan et du lac Blanc prise du sommet de la Croix de Belledonne.
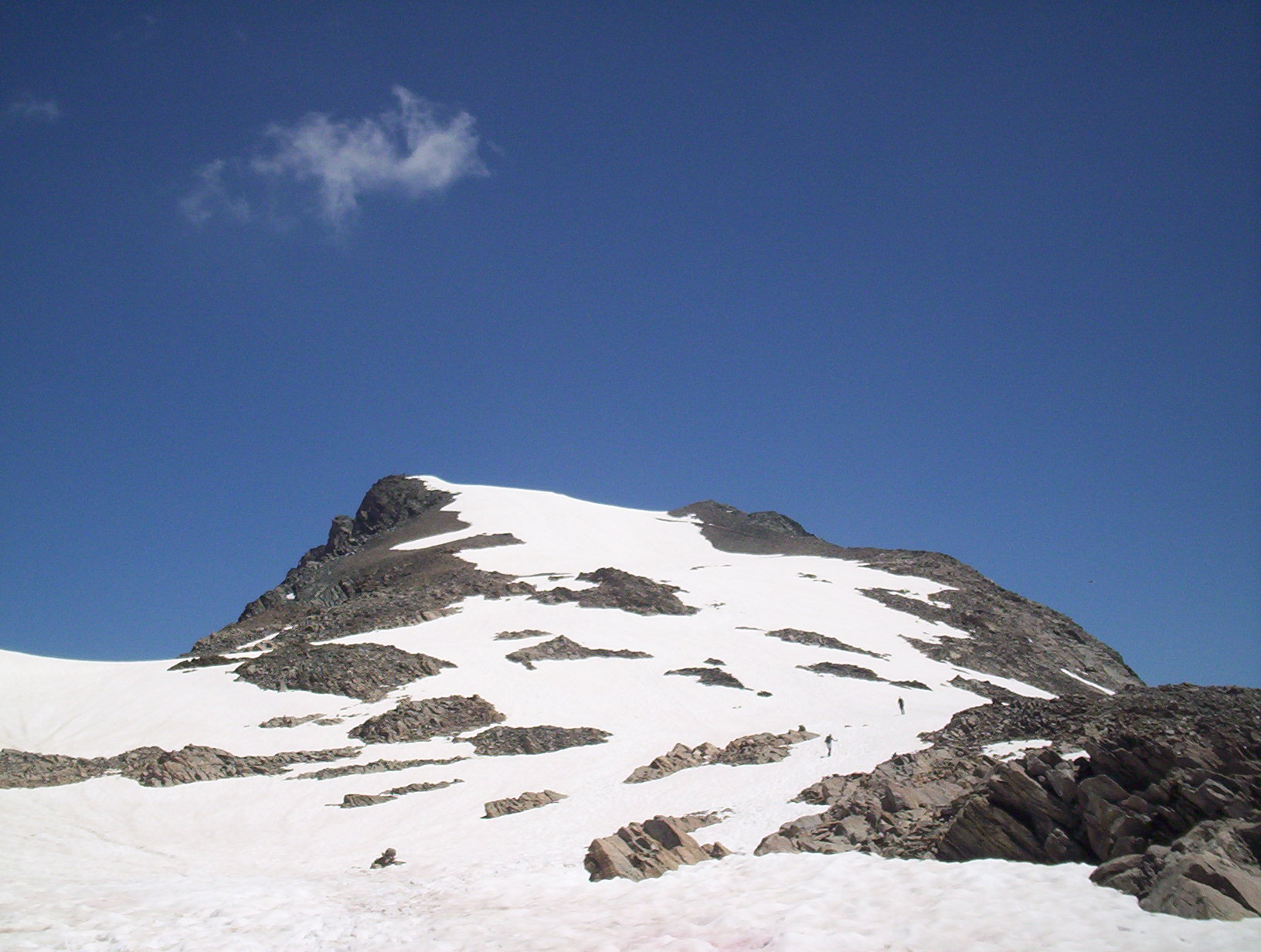
Vue du sommet depuis le col de Belledonne.